# Kanton Tourcoing-2
Der Kanton Tourcoing-2 ist ein französischer Wahlkreis im Département Nord und im Arrondissement Lille. Er entstand 2015 durch ein Dekret vom 17. Februar 2014 und besteht seither aus einem Teil der Stadt Tourcoing.